# Chaetarthria spinata
Chaetarthria spinata är en skalbaggsart som beskrevs av Miller 1974. Chaetarthria spinata ingår i släktet Chaetarthria och familjen palpbaggar. Inga underarter finns listade i Catalogue of Life.